# Partit Liberal d'Austràlia
Le Partit Liberal d'Austràlia (en anglès: Liberal Party of Australia, que ben sovint s'abreuja en Liberals o en Libs) és un partit polític australià. Va ser fundat el 1944, un any després de les eleccions federals per a substituir el Partit de la Unitat d'Austràlia (en anglès: United Australia Party). Se situa al centre-dret de l'escenari polític australià i s'oposa al seu adversari de centreesquerra, el Partit Laborista d'Austràlia (en anglès: Australian Labor Party) durant les eleccions federals o territorials. Pel que fa al nivell internacional, és membre de la Unió democràtica internacional. El partit ha dirigit el govern federal entre 1949 i 1972, del 1975 al 1983 i del 1996 al 2007.

## Història
El 20 d'agost del 2018, el ministre de l'Interior Peter Dutton, va qüestionar el lideratge del primer ministre Malcolm Turnbull per la seva proposta d'abaratir el cost de l'electricitat i reduir les emissions de gasos contaminants i també pels pobres resultats que havia aconseguit en les enquestes davant dels laboristes. En votació celebrada per l'executiva del partit, Turnbull va derrotar Dutton per 48 vots a 35. Quan Malcolm Turnbull anuncià la possibilitat d'avançar les eleccions al 2019, l'ala més conservadora del Partit Liberal inicià una revolta per a derrocar-lo. Divendres 24 es va convocar una nova votació en la qual ja no va participar Turnbull. A la primera volta va ser derrotada la ministra d'Afers Exteriors, Julie Bishop, i finalment Scott Morrison va aconseguir imposar-se a Peter Dutton per 45 vots a 40, però la nit de les eleccions federals australianes de 2025 en ser derrotat pel laborista Anthony Albanese va dimitir, sent rellevat per Peter Dutton.
A les eleccions federals australianes de 2025, Dutton no va poder dissociar-se de la retòrica i les propostes en la línia de les de Donald Trump als Estats Units d'Amèrica i perdé el seu escó.

## Resultats electorals

### Cambra de Representants
| Any  | Lider            | Vots      | %      | Escons   | ±   | Govern   |
| ---- | ---------------- | --------- | ------ | -------- | --- | -------- |
| 1946 | Robert Menzies   | 1,241,650 | 28.58% | 15 / 74  | Nou | Oposició |
| 1949 | Robert Menzies   | 1,813,794 | 39.39% | 55 / 121 | 40  | Majoria  |
| 1951 | Robert Menzies   | 1,854,799 | 40.62% | 52 / 121 | 3   | Majoria  |
| 1954 | Robert Menzies   | 1,745,808 | 38.31% | 47 / 121 | 5   | Majoria  |
| 1955 | Robert Menzies   | 1,746,485 | 39.73% | 57 / 122 | 10  | Majoria  |
| 1958 | Robert Menzies   | 1,859,180 | 37.23% | 58 / 122 | 1   | Majoria  |
| 1961 | Robert Menzies   | 1,761,738 | 33.58% | 45 / 122 | 13  | Majoria  |
| 1963 | Robert Menzies   | 2,030,823 | 37.09% | 52 / 122 | 7   | Majoria  |
| 1966 | Harold Holt      | 2,291,964 | 40.14% | 61 / 124 | 9   | Majoria  |
| 1969 | John Gorton      | 2,125,987 | 34.77% | 46 / 125 | 15  | Majoria  |
| 1972 | William McMahon  | 2,115,085 | 32.04% | 38 / 125 | 8   | Oposició |
| 1974 | Billy Snedden    | 2,582,968 | 34.95% | 40 / 127 | 2   | Oposició |
| 1975 | Malcolm Fraser   | 3,232,159 | 41.80% | 68 / 127 | 28  | Majoria  |
| 1977 | Malcolm Fraser   | 3,017,896 | 38.09% | 67 / 124 | 1   | Majoria  |
| 1980 | Malcolm Fraser   | 3,108,512 | 37.43% | 54 / 125 | 13  | Majoria  |
| 1983 | Malcolm Fraser   | 2,983,986 | 34.36% | 33 / 125 | 21  | Oposició |
| 1984 | Andrew Peacock   | 2,951,556 | 34.06% | 45 / 148 | 12  | Oposició |
| 1987 | John Howard      | 3,175,262 | 34.41% | 43 / 148 | 2   | Oposició |
| 1990 | Andrew Peacock   | 3,468,570 | 35.04% | 55 / 148 | 12  | Oposició |
| 1993 | John Hewson      | 3,923,786 | 37.10% | 49 / 147 | 6   | Oposició |
| 1996 | John Howard      | 4,210,689 | 38.69% | 75 / 148 | 26  | Majoria  |
| 1998 | John Howard      | 3,764,707 | 33.89% | 64 / 148 | 11  | Majoria  |
| 2001 | John Howard      | 4,244,072 | 37.40% | 68 / 150 | 4   | Majoria  |
| 2004 | John Howard      | 4,741,458 | 40.47% | 74 / 150 | 5   | Majoria  |
| 2007 | John Howard      | 4,546,600 | 36.60% | 55 / 150 | 20  | Oposició |
| 2010 | Tony Abbott      | 3,777,383 | 30.46% | 60 / 150 | 5   | Oposició |
| 2013 | Tony Abbott      | 4,134,865 | 32.02% | 74 / 150 | 14  | Majoria  |
| 2016 | Malcolm Turnbull | 3,882,905 | 28.67% | 60 / 150 | 14  | Majoria  |
| 2019 | Scott Morrison   | 3,989,435 | 27.97% | 61 / 151 | 1   | Majoria  |
| 2022 | Scott Morrison   | 3,502,713 | 23.89% | 42 / 151 | 19  | Oposició |
| 2025 | Peter Dutton     |           |        |          |     | Oposició |